# John Pierrakos
John C. Pierrakos (* 8. Februar 1921; † 1. Februar 2001) war ein amerikanischer Psychiater und einer der Begründer der Bioenergetik. Mit Eva Broch (1915–1979), der Tochter des Schriftstellers Jakob Wassermann, die er 1972 heiratete, arbeitete er an deren Konzept der Pfadarbeit (englisch pathwork), einer holistischen Sichtweise des Menschen, die Psychologie und Meditation miteinander verbindet. Sie leiteten zusammen das Center For the New Man in Phoenicia im Bundesstaat New York.

## Leben
Pierrakos war fasziniert von den Untersuchungen Wilhelm Reichs und dessen neuer Biologie des Menschen, in die er den Aspekt der Lebensenergie einführte. Pierrakos ging der Frage nach, was diese formgebende Energie ist, worin die Urenergie des Lebens besteht und wie sie sich im Menschen manifestiert. Die Untersuchung dieser Aspekte führte in Zusammenarbeit mit Alexander Lowen zur Entwicklung der körperorientierten Psychotherapie in der Bioenergetik. Zusammen mit William Walling gründeten Pierrakos und Lowen 1956 das Institute for Bioenergetic Analysis in New York.
Nach dem Tod von Eva 1979 konzentrierte sich Pierrakos erneut auf die Ausbildung von Therapeuten. Aus den Konzepten der Pfadarbeit und der Bioenergetik entwickelte er die Core-Energetik, die den bioenergetischen Ansatz um eine spirituelle Dimension ergänzt. Core-Energetik hält den Therapeuten dazu an,  die Essenz in sich selbst und im anderen zu erkennen und darauf hinzuarbeiten.
Um seine Arbeit international bekannt zu machen, reiste und arbeitete John Pierrakos bis zu seinem Tod kurz vor seinem achtzigsten Geburtstag.

## Schriften
- Core Energetics, Developing the Capacity to Love and Heal, LifeRhythm, Mendocino, California (1973)
- The Case of the Broken Heart (1974)
- The Plight of the Modern Woman (1975)
- Human Energy Systems Theory (1976)
- Eros, Love & Sexuality, The Forces That Unify Man and Woman, LifeRhythm, Mendocino, California (1997)